# Paramount International Networks
Paramount International Networks (voorheen ViacomCBS Networks International en daarvoor MTV Networks International) is een divisie van mediaconglomeraat Paramount Global, dat opgericht is om de voornamelijk muziek-gerelateerde televisienetwerken te beheren. Het is de internationale versie van Paramount Media Networks, welke instaat voor de zenders in de Verenigde Staten.
Het bedrijf werd opgericht in 1986 na de overnames van Nickelodeon, MTV, VH1 en The Movie Channel door Viacom. Niet veel later kwamen de activiteiten van Warner-Amex Satellite Entertainment daar ook bij, toen Viacom dit bedrijf overnam van Warner Communications, dat uiteindelijk uitgroeide tot het huidige Time Warner.

## Televisienetwerken
- Country Music Television (CMT)
- Comedy Central (voorheen in Nederland: The Box)
- Game One (joint venture met Atari)
- Logo
- MTV
- MTV Hits
- MTV 80s
- MTV 90s
- Club MTV (voorheen MTV Dance)
- MTV Base
- MTV Jams
- MTV2
- mtvU
- MTV TR3S
- MTV Desi
- MTV Chi
- MTV K
- MTV Global
- Nickelodeon
  - NickToons (voorheen NickToons TV & NickToons Network)
  - Nick Jr. (voorheen als programmablok, voorheen Noggin)
  - TeenNick (voorheen The N)
  - Nickelodeon Games and Sports for Kids (opgeheven)
- Spike TV
- Paramount Network
- TV Land
- VH1 (alleen Verenigde Staten en Italië)
- BET
- URGE